# Shin’ya Tsukamoto

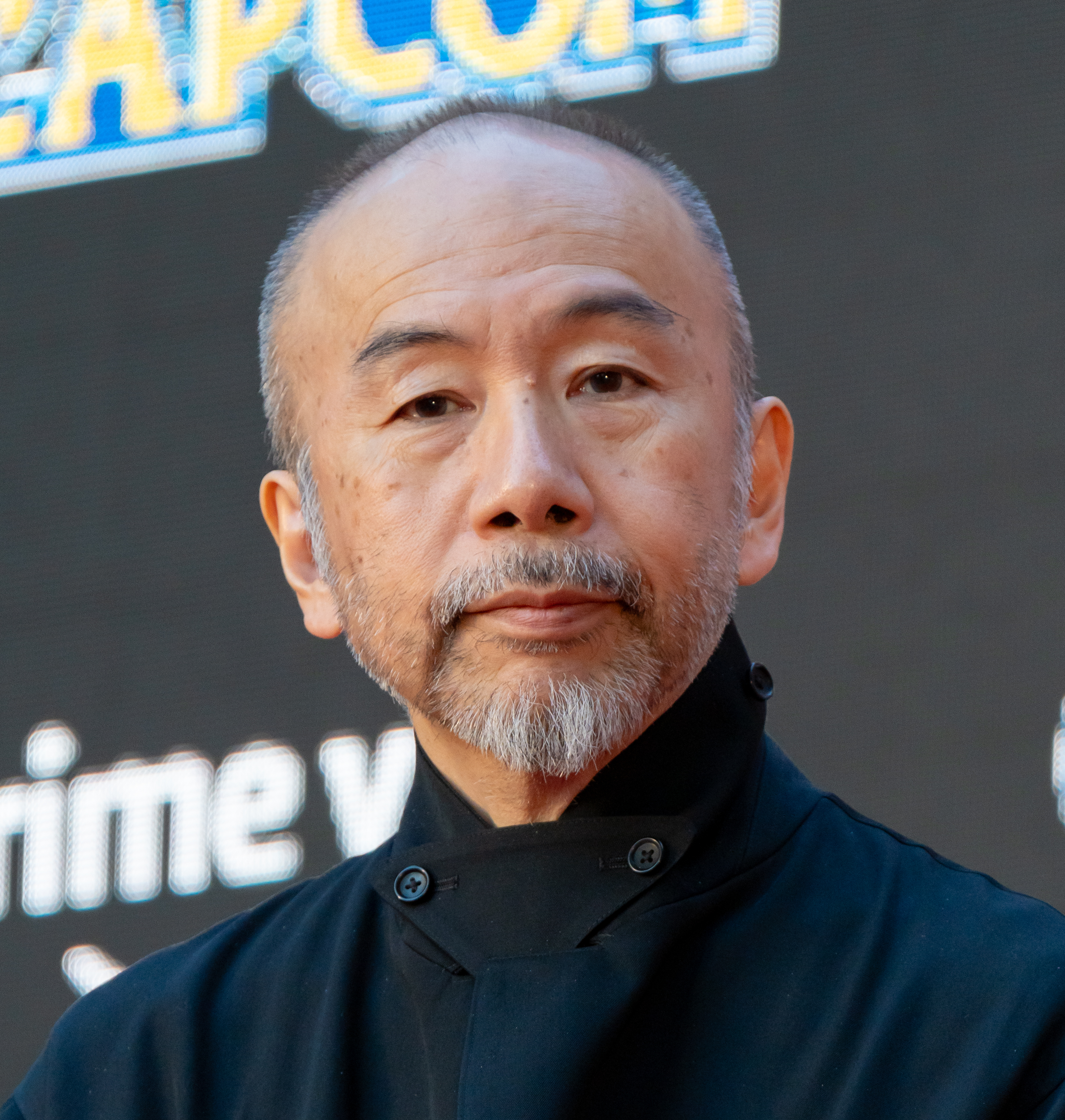
Shin’ya Tsukamoto (2023)

Shin’ya Tsukamoto (jap. 塚本 晋也, Tsukamoto Shin’ya; * 1. Januar 1960 in der Präfektur Tokio, Japan) ist ein japanischer Regisseur und Schauspieler, der für seine ästhetisch ungewöhnlichen und avantgardistischen Filme mit surrealistischen und teils extrem gewalttätigen Inhalten bekannt ist. 
Kult-Status erreichte Tsukamoto mit dem Film Tetsuo: The Iron Man, in dem ein Sarariman durch bizarre und widrige Umstände sich mehr und mehr in einen Maschinenmenschen verwandelt. Der teilweise als Fortsetzung fungierende Film Tetsuo II: The Body Hammer (ein Sarariman wird zu einer menschlichen Schusswaffe umfunktioniert) ist in Deutschland beschlagnahmt (nach § 131).
2009 erhielt Tsukamoto für seinen Spielfilm Tetsuo: The Bullet Man eine Einladung in den Wettbewerb der 66. Filmfestspiele von Venedig.

## Filmografie

### Regisseur
Kurzfilme
- 1986: Futsu Size no Kaijin
- 1987: Denchu Kozo no Boken
- 2005: Female - Tamamushi (Fīmeiru)
- 2005: Haze

Spielfilme
- 1989: Tetsuo: The Iron Man (Tetsuo)
- 1990: Yōkai Hunter - Hiruko
- 1992: Tetsuo II: Body Hammer
- 1995: Tokyo Fist (Tōkyō Ken)
- 1998: Bullet Ballet
- 1999: Sōseiji
- 2002: Rokugatsu no Hebi
- 2004: Vital (Vitāru)
- 2006: Nightmare Detective (Akumu tantei)
- 2008: Nightmare Detective 2 (Akumu tantei 2)
- 2009: Tetsuo: The Bullet Man
- 2011: Kotoko
- 2014: Fire on the Plains (Nobi)

### Darsteller
- 1986: Futsu Size no Kaijin
- 1987: Denchu Kozo no Boken
- 1989: Tetsuo: The Iron Man (Tetsuo)
- 1992: Tetsuo II: Body Hammer
- 1994: 119
- 1994: Waga Jinsei Saiaku no Toki
- 1995: Harukana Jidai no Kaidan o
- 1995: Tōkyō Ken
- 1996: Romance
- 1997: Tōkyō Biyori
- 1998: Bullet Ballet
- 1998: Dogs (Doggusu)
- 1998: Sunday Drive
- 1998: Ah Haru
- 1999: Kanzen-naru Shiiku
- 2000: Oboreru Hito
- 2000: Dead or Alive 2
- 2000: Sakuya - Yōkaiden
- 2000: Nichiyobi wa Owaranai
- 2001: Mōjū tai Issunbōshi
- 2001: Chloe (Kuroe)
- 2001: Ichi the Killer (Koroshiya 1)
- 2001: Rendan
- 2002: Rokugatsu no Hebi
- 2002: Travail
- 2004: Marebito
- 2004: Koi no Mon
- 2004: Tracing Jake
- 2005: Haze
- 2006: Keijirō Engawa Nikki
- 2006: Akumu Tantei
- 2006: Nightmare Detective
- 2007: Quiet Room ni Yōkoso
- 2009: Tetsuo: The Bullet Man
- 2016: Shin Godzilla
- 2016: Silence